# Stefan Nikolić
Stefan Nikolić (en serbio cirílico: Стефан Николић, n. 16 de abril de 1990 en Nikšić) es un futbolista montenegrino que juega como delantero en el Sutjeska Nikšić. Nikolić debutó como profesional en el OFK Beograd de la SuperLiga Serbia en 2007.

## Carrera profesional
Nikolić comenzó su carrera en el FK Sutjeska Nikšić de su ciudad natal. Más tarde entró en las categorías inferiores del Partizan. En 2005 firmó con el OFK Beograd y después de dos años fue ascendido al primer equipo. Nikolić hizo su debut profesional en Serbia con el OFK Beograd donde sólo disputó tres partidos de liga.
En 2008 fichó por el Lierse belga y la temporada siguiente fue cedido al Roeselare. Tras dos años sin éxito en Bélgica, Nikolić fichó por el Politehnica Timișoara de la Liga I de Rumania con un contrato de cinco años.
Con el equipo violeta debutó en Liga I el 2 de octubre de 2010 en una victoria 2-1 ante el Rapid Bucarest. El 21 de noviembre de 2010, Nikolić anotó su primer gol con el Poli en la victoria por 2-0 contra el Oţelul Galaţi. Terminó la temporada 2010-11 con 18 partidos y tres goles.
El 25 de julio de 2011 fichó por el Steaua Bucureşti por un precio inicial de €250.000 y una cláusula de rescisión de €750.000 por el resto de los derechos del jugador que se activó en verano de 2012. Marcó su primer gol con el Steaua ante el Oţelul Galaţi.
El 14 de diciembre de 2011, Nikolić anotó dos goles ante el AEK Larnaca en la UEFA Europa League 2011-12. Al final de esa temporada marcó cinco goles en 32 partidos en todas las competiciones con el Steaua.

## Selección nacional
Ha sido internacional con las categorías inferiores de la selección de Montenegro.

## Estadísticas
Actualizado al 4 de marzo de 2013
| Club                  | Temp.         | Liga | Liga  | Copa | Copa  | Europa | Europa | Total | Total |
| Club                  | Temp.         | PJ   | Goles | PJ   | Goles | PJ     | Goles  | PJ    | Goles |
| --------------------- | ------------- | ---- | ----- | ---- | ----- | ------ | ------ | ----- | ----- |
| OFK Beograd           |               |      |       |      |       |        |        |       |       |
| 2007–08               | 3             | 0    | 0     | 0    | 0     | 0      | 3      | 0     |       |
| Total                 | Total         | 3    | 0     | 0    | 0     | 0      | 0      | 3     | 0     |
| Lierse                |               |      |       |      |       |        |        |       |       |
| 2008–09               | 23            | 4    | 0     | 0    | 0     | 0      | 23     | 4     |       |
| Total                 | Total         | 23   | 4     | 0    | 0     | 0      | 0      | 23    | 4     |
| Roeselare (cedido)    |               |      |       |      |       |        |        |       |       |
| 2009–10               | 20            | 2    | 3     | 0    | 0     | 0      | 23     | 2     |       |
| Total                 | Total         | 20   | 2     | 3    | 0     | 0      | 0      | 23    | 2     |
| Politehnica Timișoara |               |      |       |      |       |        |        |       |       |
| 2010–11               | 18            | 3    | 3     | 0    | 0     | 0      | 21     | 3     |       |
| Total                 | Total         | 18   | 3     | 3    | 0     | 0      | 0      | 21    | 3     |
| Steaua București      |               |      |       |      |       |        |        |       |       |
| 2011–12               | 20            | 2    | 2     | 1    | 9     | 2      | 31     | 5     |       |
| 2012–13               | 18            | 3    | 2     | 1    | 9     | 1      | 28     | 5     |       |
| Total                 | Total         | 38   | 5     | 4    | 2     | 18     | 3      | 59    | 10    |
| Total carrera         | Total carrera | 102  | 14    | 10   | 2     | 18     | 3      | 129   | 19    |